# Ішимський округ
Іши́мський округ (рос. Ишимский округ) — адміністративна одиниця у складі Уральської області, РРФСР, СРСР.
Адміністративний центр — місто Ішим.

## Історія
Округ утворений 3 листопада 1923 року згідно з постановою ВЦВК на території колишнього Ішимського повіту, Малиновської та частини Істяцької волості Тобольського повіту Тюменської губернії.
Округ ліквідований 1 жовтня 1930 року згідно з постановою ЦВК СРСР та РНК СРСР від 8 серпня 1930 року.

## Склад
Округ поділявся на 14 районів:
- Абатський район
- Армізонський район
- Аромашевський район
- Бердюзький район
- Великосорокинський район, з 1 квітня 1925 року — Сорокинський район
- Вікуловський район
- Голишмановський район
- Жиляковський район
- Ільїнський район
- Ларіхинський район
- Петуховський район
- Сладковський район
- Усть-Ламенський район, з 15 вересня 1926 року — Ламенський район
- Частоозерський район